# 즉결처형

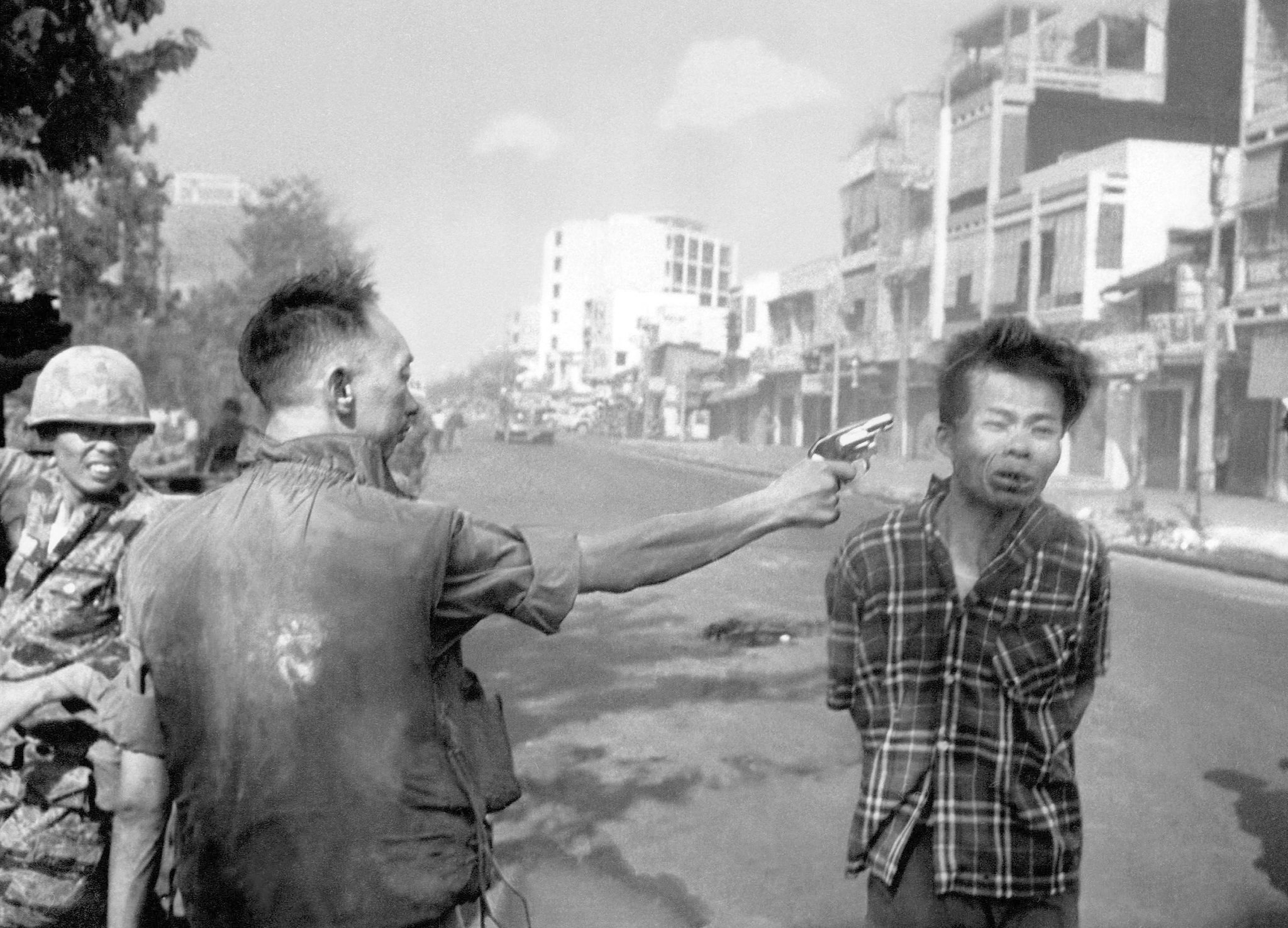
1968년 구정 대공세 중 사이공에서 응우옌응옥로안이 남베트남 민족해방전선의 응우옌 반 렘 대위를 즉결처형하는 모습.

민법 및 군법에서 즉결 처형(卽決處刑, Summary execution)은 공정하고 자유로운 재판을 누릴 권리 없이 범죄 혐의자를 사형에 처하는 것을 말한다. 이 용어는 군사 재판의 경우처럼 즉결심판으로 처벌하기 위한 사법개념에서 유래했지만, 보통 즉결처형은 바로 사형시킨다는 개념을 뜻한다. 국제법상으로는 전투원이 적의 합법적인 항복을 받아들이지 않고 항복하는 적을 살해하여 무자비한 처형을 가하는 것으로 정의된다.
즉결처형은 경찰, 군대, 준군사조직이 여러 차례 자행했으며 특히 유격전, 대반란 작전, 테러리즘, 민간인 또는 군인 수감자 처리의 정상적인 절차가 중단되는 모든 상황과 관련이 있다.

## 군사 관할권

프란시스코 고야의 《1808년 5월 3일》 그림은 마드리드에서 도스 데 마요 봉기 이후 프랑스군이 저지른 스페인인 즉결 처형을 묘사하고 있다.

군법에 따르면, 즉결 처형은 거의 모든 상황에서 불법이다. 왜냐하면 유죄를 판단하고 사형을 선고하는 합법적인 유일한 재판은 군사재판소에서의 심판이기 때문이다.

### 전쟁 포로
제네바 협약 및 1899년과 1907년 헤이그 협약과 같은 주요 조약과 국제관습법은 포로로 잡힌 정규군 또는 비정규군 병사 및 민간인의 권리를 보호한다. 포로는 즉결 처형을 명백히 금지하는 방식으로 취급해야 한다. 제네바 협약 제2추가의정서(1977년)는 다음과 같이 명시하고 있다.
유죄 판결을 받은 자에게는 독립적이고 공정한 재판을 본질적으로 보장함을 제공하는 법원의 확정 판결에 의하지 않고는 어떠한 판결도 내릴 수 없으며 어떠한 형벌도 집행할 수 없다.— 제네바 협약 제2의정서 (1977년), 제6조 2항

### 포로 지위의 예외
하지만 일부 전투원은 포로 지위를 부여받지 못할 수 있지만, 그 정의는 시간이 지남에 따라 더 많은 전투원 계층을 포괄하도록 확대되었다. 과거에는 해적, 간첩, 프랑크티뢰르의 즉결 처형이 현행 국제법상 합법으로 간주되어 시행되었다. 프랑크티뢰르(프로이센-프랑스 전쟁에서 유래한 용어)는 교전 당사국에게 점령된 영토에서 계속 싸우고 군복을 입지 않는 적 민간인이나 민병을 가리키며, 다른 말로 유격대, 파르티잔, 반란군 등으로도 알려져 있다. 한 세기 전에는 대부분의 군대가 이들을 합법적으로 투옥하거나 처형할 수 있었지만, 제2차 세계 대전의 경험으로 외국군에 점령된 국가가 이들을 보호하기 위해 법을 개정하도록 영향을 미쳤다. 프랑스, 폴란드, 소련 등 전후 승전국 중 다수는 저항군이 포로로 잡히면 추축국 병력에게 즉결 처형되는 경험을 했다. 또한 2차대전에서 적진 깊숙이 잡힌 코만도와 기타 특수부대가 1942년 아돌프 히틀러가 코만도 명령을 통해 명령한 대로 즉결 처형되는 대신 포로로 보호받도록 확실히 하는 데 영향을 미쳤다.

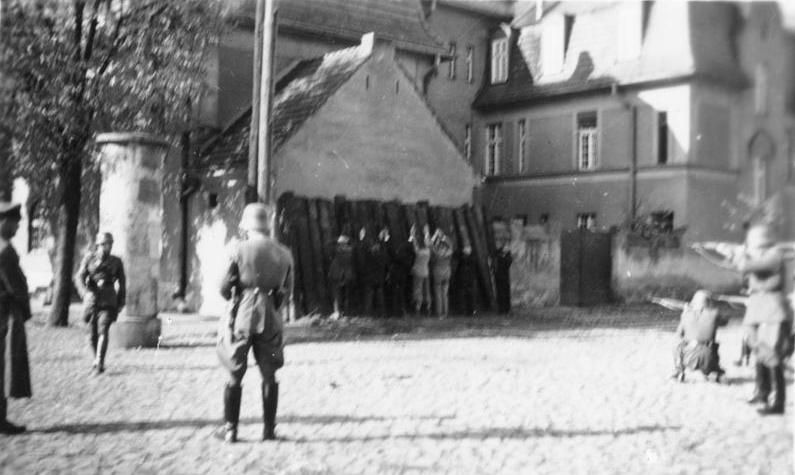
1939년 10월 코르니크에서 독일 사형대에게 처형되는 폴란드인

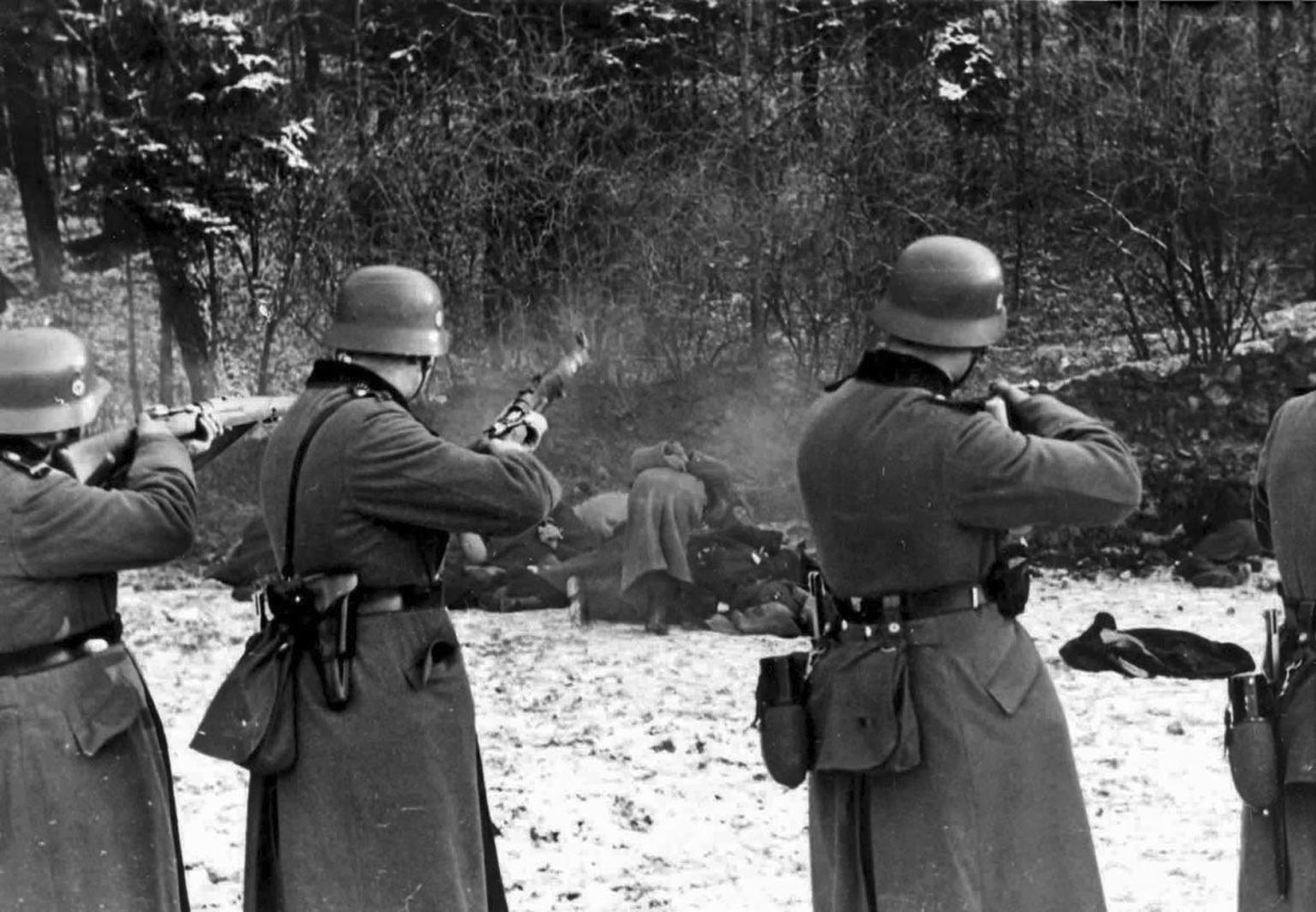
1939년 12월 18일 독일의 폴란드 점령 기간 동안 크라쿠프 근처 보흐니아에서 지하 조직 "백수리"의 독일 경찰서 공격에 대한 보복으로 56명의 폴란드 시민이 처형되는 모습

코만도 명령은 아돌프 히틀러가 1942년 10월 18일에 발령한 것으로, 유럽과 아프리카에서 독일군과 조우하는 모든 연합군 코만도는 정식 군복을 입었든 항복을 시도하든 재판 없이 즉시 살해되어야 한다고 명시했다. 정식 군복을 입지 않은 코만도나 소규모 코만도 그룹 또는 유사 부대, 요원 및 사보타주범이 직접 전투가 아닌 다른 수단(예를 들어 점령지 경찰을 통해)으로 독일군에게 잡히는 경우 즉시 SS전국지도자 보안국에 넘겨져야 했다. 비밀리에 발령된 이 명령은 모든 지휘관이나 장교가 이러한 명령을 수행하지 않을 경우 독일 군법에 따라 처벌받을 수 있는 과실 행위로 간주될 것이라는 점을 명확히 했다. 이것은 사실 두 번째 "코만도 명령"이었다. 첫 번째 명령은 1942년 7월 21일 게르트 폰 룬트슈테트 원수(Generalfeldmarschall)가 발령했으며, 전투와 관련 없이 포로로 잡힌 공수부대원은 게슈타포에 넘겨져야 한다고 규정했다. 제2차 세계 대전 직후 뉘른베르크 국제군사재판에서 코만도 명령은 전쟁법의 직접적인 위반으로 판명되었으며, 코만도 명령에 따라 불법적인 처형을 자행한 독일 장교는 전쟁 범죄로 유죄 판결을 받았다.
1949년 제3차 제네바 협약 제4조에 따르면, 비정규군은 부하를 책임지는 지휘관이 있고, 멀리서도 식별 가능한 고정된 표식을 가지고 있으며, 공개적으로 무기를 소지하고, 전쟁법 및 관습에 따라 작전을 수행하는 경우 포로 지위를 부여받을 자격이 있다고 명시했다. 이 모든 조건을 충족하지 못하면 이들은 프랑크티뢰르(불법 전투원의 원래 의미)로 간주되어 군사 관할권에서 범죄자로 처벌받을 수 있으며, 이는 즉결 처형을 포함할 수 있다.
전투 시작 후 적군의 군복을 입은 병사는 불법 전투원으로 간주되어 즉결 처형될 수 있다. 독일군과 미군 특수부대를 포함한 많은 군대가 제2차 세계 대전 중 이러한 종류의 위장술책 작전을 수행했다. 그러나 이러한 작전에서 병사들이 전투 시작 전에 변장을 벗고 적절한 휘장을 착용하면 합법적인 전투원이며, 포로로 잡힐 경우 포로로 대우받아야 한다. 이러한 구분은 전후 오토 스코르체니의 군사 재판에서 확정되었다. 그는 벌지 전투 중 독일 코만도가 미군 복장을 입고 미군 전선에 침투한 침투 임무인 그라이프 작전을 이끌었다.

### 계엄령 하
국가의 정책 내에서 침략이나 반란과 같은 비상사태 시 계엄이 선포될 수 있으며, 이러한 경우 헌법에 의해 보호되는 권리가 정지될 수 있다. 국가의 계엄 해석에 따라 이는 경찰이나 군대가 합법적인 권한을 회복하거나 기타 중요한 이유로 자체 시민에 대한 사형을 포함한 처벌을 결정하고 실행할 수 있도록 허용할 수 있다.
이는 타인의 생명을 직접적으로 위협하는 용의자를 살해하는 것을 포함하지 않는데, 이는 경찰에게 항상 합법적이지만, 통제 하에 있는 용의자를 처벌로써 처형하는 것을 의미한다. 즉결 처형이 법적 예외에 해당한다는 것을 입증하는 것은 극도로 어려울 것이다. 왜냐하면 즉시 사형 판결과 선고가 왜 절대적으로 필요했는지를 보여줘야 하기 때문이다. 따라서 이러한 비범한 행위는 거의 항상 인권에 대한 불법적인 침해로 간주된다.

## 같이 보기
- 자의적 체포 및 구금
- 조우 살인
- 초법적 처벌
- 초법적 살인
- 강제 실종
- 집단살해 정당화
- 살인면허
- 린치
- 응보적 정의
- 공정한 재판을 받을 권리
- 자경주의